# ويليام بايرون، رابع بارون بايرون
ويليام بايرون، رابع بارون بايرون (بالإنجليزية: William Byron, 4th Baron Byron)‏ (4 يناير 1669/70 - 8 أغسطس 1736) رجل نبيل وسياسي إنجليزي وجنتل مان لغرفة نوم جورج أمير الدنمارك.
كان بايرون ابن ويليام بايرون، ثالث بارون بايرون وإليزابيث شاوورث. أخذ لقب رابع بارون بايرون عام 1695 بسبب وفاة أبيه. توفي اللورد بايرون في 8 أغسطس 1736 وخلفه ابنه الرابع ويليام بايرون، خامس بارون بايرون.